# Стивенс, Гари (футболист, 1963)
Гари Майкл Стивенс (англ. Gary Michael Stevens, род. 27 марта 1963 года, Барроу-ин-Фернесс, Англия) — английский футболист, участник чемпионатов мира 1986 и 1990 годов и чемпионата Европы 1988 года.

## Биография
В профессиональном футболе дебютировал в 1982 году выступлениями за «Эвертон», в котором провёл шесть сезонов, приняв участие в 208 матчах чемпионата. Большинство времени, проведённого в составе «Эвертона», был основным игроком команды. В составе «Эвертона» завоевал Кубок Англии, становился четырёхкратным обладателем Суперкубка Англии, двукратным чемпионом Англии и обладателем Кубка Кубков УЕФА.
Своей игрой за команду привлёк внимание представителей тренерского штаба шотландского клуба «Рейнджерс», к составу которого присоединился летом 1988 года. Сыграл за команду из Глазго следующие шесть сезонов своей игровой карьеры. Играя в составе «Рейнджерс», также выходил на поле в основном составе команды. В «Рейнджерс» шесть раз становился чемпионом Шотландии.
Завершил профессиональную игровую карьеру в 1998 году в клубе «Транмир Роверс», за который выступал на протяжении четырёх лет.
В 1985 году дебютировал в официальных матчах в составе сборной Англии. На протяжении карьеры в национальной команде, которая длилась 8 лет, за главную команду страны провёл 46 матчей.

## Достижения
- Обладатель Кубка Англии:

«Эвертон»: 1983/84
- Обладатель Суперкубка Англии (4):

«Эвертон»: 1984, 1985, 1986, 1987
- Чемпион Англии (2):

«Эвертон»: 1984/85, 1986/87
- Чемпион Шотландии (6):

«Рейнджерс»: 1988/89, 1989/90, 1990/91, 1991/92, 1992/93, 1993/94
- Обладатель Кубка шотландской лиги (4):

«Рейнджерс»: 1988/89, 1990/91, 1992/93, 1993/94
- Обладатель Кубка Шотландии (2):

«Рейнджерс»: 1991/92, 1992/93
- Обладатель Кубка Кубков УЕФА:

«Эвертон»: 1984/85